# Едуардо Рея
Едуардо „Еди“ Рея (на италиански: Edoardo Reja) е бивш италиански футболист, футболен треньор..

## Кратка биография

### Кариера на футболист
Роден е в Лучинико, Гориция, Италия, в семейството на словенски баща и фриулианска майка.
Започва спортната си кариера в дублиращия отбор на СПАЛ 1907, трениран от Паоло Маца, като се подвизава в средата на терена като полузащитник, играейки със своя дългогодишен приятел Фабио Капело. Заедно, те помагат на отбора да спечели шампионата (Campaniato Nazionale Primavera) през Сезон 1963 – 1964. През 1965 г. се присъединява към първия отбор на СПАЛ 1907, а в кариерата си е играл още за още два отбора – УС Чита ди Палермо и Алесандрия Калчо, а кариерата му продължава до 1975 г., като изиграва общо 124 мача в Серия А.

### Кариера на треньор

#### Ранни години
Треньорска кариера започва през 1979 г. служи като треньор на отбора от Серия D Молинела. През следващата година поема СС Монселиче Калчо от Серия C2.
През 1989 г. поема за първи път отбор от Серия B, а именно тима на Пескара Калчо, на който преди това тренира младежкият тим. Последователно постига успехи с отборите на Козенца Калчо, УС Лече и Бреша Калчо, с който печели шампионата на Серия Б. Може да се приеме, че Рея е откривател на забележителния футболист Андреа Пирло, който той тренира тима от Бреша. Въпреки че отбора печели промоция за Серия А, Рея предпочита да приеме предложението на ФК Торино, друг отбор от Серия Б, но въпреки добрият сезон, Торино губи в плейофите за промоция в Серия А от Перуджа Калчо, след изпълнение на дузпи.

#### Дебют в серия А
През сезон 1998 – 1999 г. той е назначен за треньор на елитния клуб Виченца Калчо, но не успя да спаси отбора от изпадане в Серия Б. През следващата година той остава в отбора, завръща го в Серия А, но бързо изпада още един път през 2001 година. През 2001 – 2002, той заменя Франко Сколио начело на тима на ФК Дженоа, който по това време се намира в Серия Б, но самият той е уволнен само три месеца по-късно. През сезон 2002 – 2003 г. в средата на сезона е назначен за треньор на Катания Калчо, замествайки легендата Джон Тошак.
През ноември 2003 г. заменя Джампиеро Вентура в отбора на Каляри Калчо, като извежда „червено-сините“ до второто място в Серия Б и спечелване на промоция за Серия А, която обаче отборът не потвърждава.

#### Наполи
През януари 2005 г., Рея заменя Джампиеро Вентура в отбора на ССК Наполи, като печели последователно Серия C1, Серия Б през 2006 г. и Серия А през 2007 година, където Наполи не са били от 2001 г. В първата си кампания в Срия А с Наполи, Рея стига с тима до участие в турнира Интертото, и печелят запомнящи се победи срещу ФК Интер, Удинезе Калчо и АК Милан.
Успехите му с Наполи продължават, като отбора участва в квалификационен кръг от турнира за Купата на УЕФА, където са победени от потугалския тим Бенфика (Лисабон). След влошаване на резултатите на отбора през втората половина на сезона, Рея в крайна сметка е уволнен на 10 март 2009 г., след загубата с 0 – 2 у дома от СС Лацио. Той е заменен от бившия национален треньор Роберто Донадони.

#### Лацио
След като за кратко е старши треньор на хърватския тим Хайдук (Сплит) (от август 2009 г. до февруари 2010 г.), Рея решава да се откаже от работата си в град Сплит, и да поеме тима на СС Лацио. Той бе представен като новият мениджър на Лацио Треньорът на следния ден, след уволнението на Давид Балардини.
През Сезон 2010 – 2011 с Рея и воденият от него Лацио започват по изумителен начин, като отбора изненадващо оглавява Серия А с четири точки преднина пред Интер, след изиграни девет мача. На 17 май 2012 г. обаче той подава оставка, въпреки призивите на президента на клуба да остане. Завръща се в Лацио на 4 януари 2014 година, заменяйки уволненият Владимир Петкович. На 27 февруари 2014 г., отборът претърпява първата голяма загуба през 2014 година, след като отпада на 1/16 финали от Лига Европа, елиминиран от българския тим на ПФК Лудогорец (Разград) (0 – 1, 3 – 3).